# Al-Rasif
Al-Rasif (tiếng Ả Rập: الرصيف) là một ngôi làng ở phía bắc Syria nằm trong phó huyện Qalaat al-Madiq thuộc huyện al-Suqaylabiyah ở tỉnh Hama. Theo Cục Thống kê Trung ương Syria (CBS), al-Rasif có dân số 1.689 người trong cuộc điều tra dân số năm 2004. Cư dân của nó chủ yếu là Alawites.